# Lente electrostática

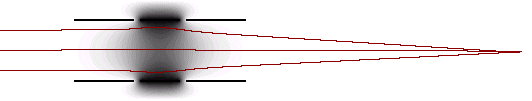
Simulación del camino que siguen los iones cuando viajan por una lente de Einzel.

Una lente electrostática es un dispositivo que auxilia en el transporte de partículas cargadas. Por ejemplo, a través de lentes electrostáticas se puede guiar electrones emitidos a partir de una muestra a un analizador electrónico, análogo a la manera como una lente óptica auxilia en el transporte de la luz en un instrumento óptico. El reciente desarrollo de la espectroscopia electrónica hace posible revelar la estructura electrónica de moléculas. Aunque esta ya sea realizada principalmente por analizadores de electrones, las lentes electrostáticas también desempeñan un papel significativo en el desarrollo de la espectroscopia de electrones.